# Quarante-huit Heures d'amour
Pour plus de détails, voir Fiche technique et Distribution.
Quarante-huit Heures d'amour est une comédie érotique française réalisée par Jacques Laurent et sortie en 1969.

## Synopsis
Ingmar, un Suédois, voyage en France avec sa fiancée Monika. Le couple ont un projet particulier : Monika était amoureuse de Jean-Pierre lorsqu'elle était étudiante et souhaite maintenant tester à nouveau ses sentiments à son égard. Mais celui-ci est entre-temps marié à Pauline. Les deux couples conviennent d'une rencontre de 48 heures dans un hôtel, ce qui provoque, on le comprend, de grandes tensions et pressions intérieures. Monika se donne à nouveau à Jean-Pierre. Lorsque Pauline s'en rend compte, elle se précipite la même nuit chez le professeur qui, à l'époque, vivait également des relations intimes avec Monika. Après ces deux jours, l'ancienne communauté semble brisée : les deux femmes suivent leur chemin, les hommes aussi.

## Fiche technique
- Titre : Quarante-huit Heures d'amour[2]
- Réalisation : Jacques Laurent (sous le nom de « Cecil Saint-Laurent »)
- Scénario et dialogues : Jacques Laurent
- Photographie : Claude Zidi
- Musique : François de Roubaix et Sven-Bertil Taube
- Société de production : Rome-Paris Films
- Producteur : Georges de Beauregard
- Pays de production :  France
- Langue originale : français
- Genre : comédie érotique, Comédie de mœurs
- Durée : 100 minutes
- Date de sortie : 
  - France : 4 juin 1969

## Distribution
- Bulle Ogier
- Jean-Pierre Marielle
- Thelma Ramström
- Sven-Bertil Taube
- Francis Lemonnier

## Exploitation
À la lecture du scénario du film, le Centre du cinéma avait fait toutes réserves « attendu qu'il constituait une nouvelle étape dans l'escalade érotique ». 
La commission de censure recommanda l'interdiction pure et simple du film. Après l'avoir visionné, le secrétaire d'État à l'information Joël Le Theule autorisa sa sortie à condition que deux scènes soient raccourcies, ce qu'accepta de faire le producteur Georges de Beauregard.

### Accueil critique
« Trist, diffus, mit viel pseudophilosophischem Bla-bla, befriedigt dieser nicht unambitioniert gemachte französischer Farbfilm vor allem durch seinen unklaren Schluß keineswegs. Für Erwachsene, die sich langweilen wollen »
— Critique de l'Evangelischer Film-Beobachter.
        
« Triste, diffus, avec beaucoup de bla-bla pseudo-philosophique, ce film français en couleur, qui n'est pas dénué d'ambition, ne satisfait absolument pas, surtout par sa conclusion peu claire. Pour les adultes qui veulent s'ennuyer »